# Gomphus melaenops
Gomphus melaenops är en trollsländeart som beskrevs av Selys 1854. Gomphus melaenops ingår i släktet Gomphus och familjen flodtrollsländor. Inga underarter finns listade i Catalogue of Life.